# Donacoscaptes roseiceps
Donacoscaptes roseiceps là một loài bướm đêm trong họ Crambidae.